# Holoskove, Krîve Ozero
Holoskove (în ucraineană Голоскове) este un sat în comuna Onîskove din raionul Krîve Ozero, regiunea Mîkolaiiv, Ucraina.

## Demografie
Componența lingvistică a localității Holoskove
     Ucraineană (97,73%)
     Rusă (2,27%)
Conform recensământului din 2001, majoritatea populației localității Holoskove era vorbitoare de ucraineană (97,73%), existând în minoritate și vorbitori de rusă (2,27%).